# Tramvaj

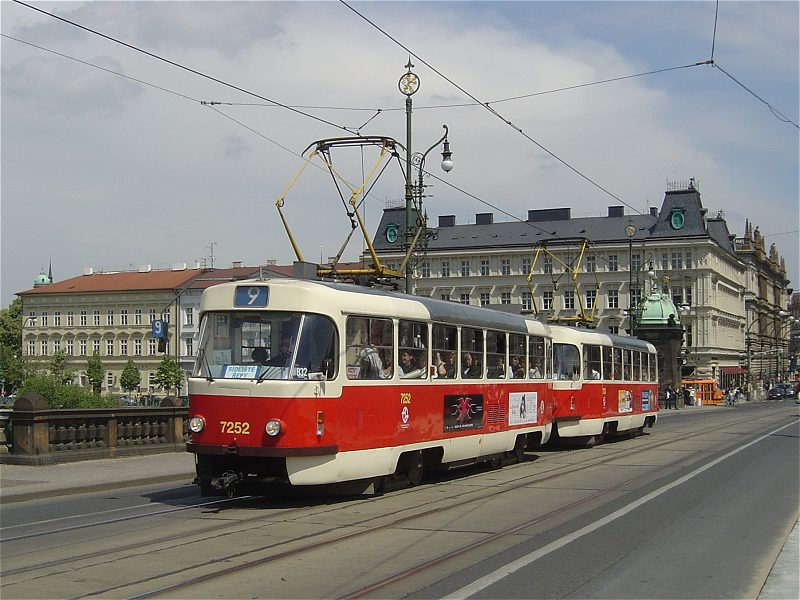
Vozy Tatra T3 jsou nejpočetnějším typem tramvaje vůbec. Souprava dvou motorových vozů varianty Tatra T3SUCS v Praze

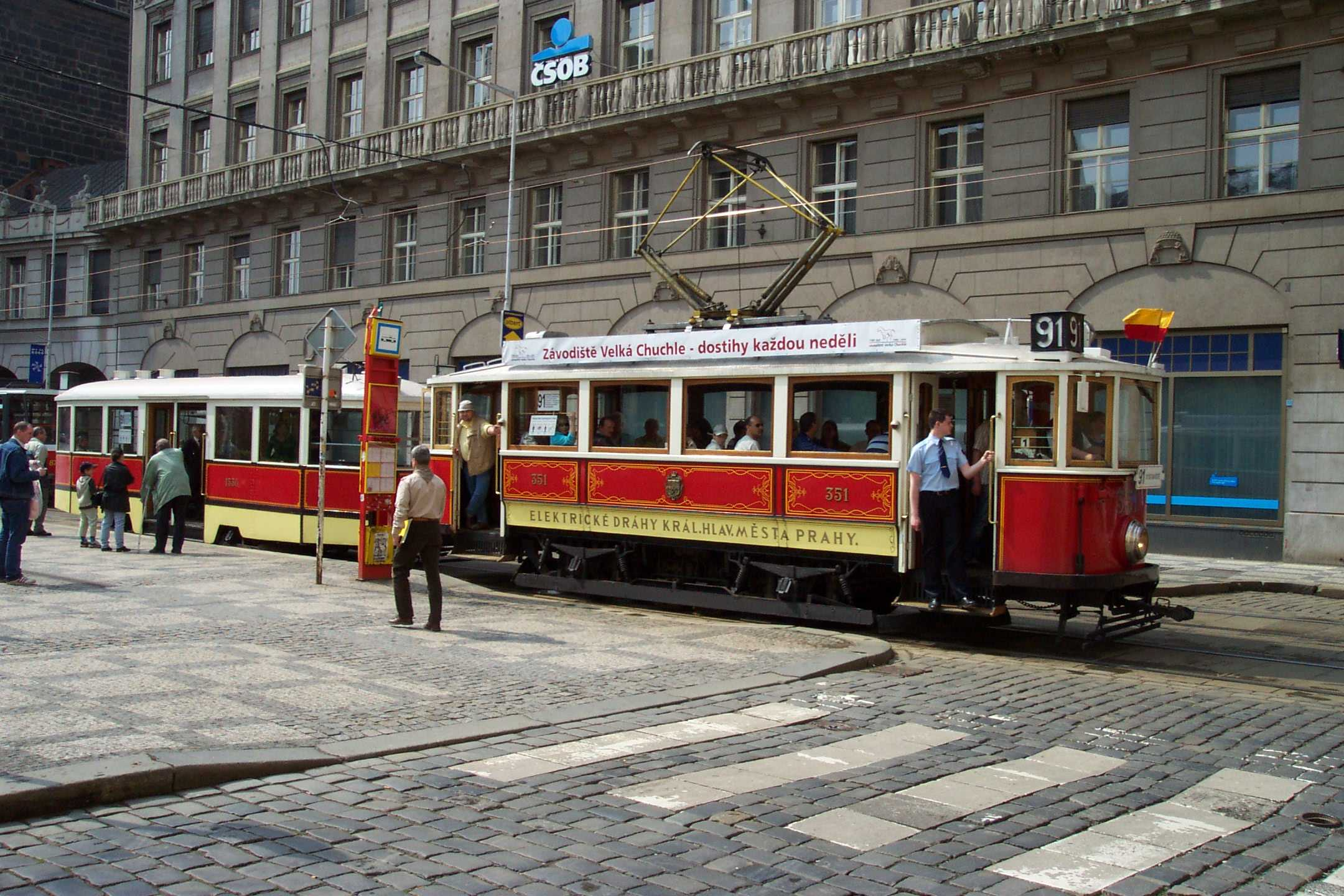
Pražská historická tramvaj z továrny Františka Ringhoffera z 20. let 20. století. Původní tyčový sběrač byl však vzhledem ke změnám v pražské trolejové síti, které byly provedeny v dobách rozšiřování tramvají typu T, nahrazen pantografovým

Tramvaj je kolejové vozidlo nebo vlak tramvajové dráhy, převážně určené pro provoz v městských ulicích. Původně tento název označoval samotnou kolejovou dráhu, metonymickým přenosem změnil význam na označení kolejového vozidla městské hromadné dopravy. Pochází z anglického slova tramway (tram označovalo trám, kolej nebo důlní vozík, way cestu), které se zpočátku užívalo u důlních a průmyslových železnic. Označení tram pro kolej pravděpodobně vzniklo v saských dolech, kde se na podlahy štol a chodeb kladly trámy pro usnadnění přepravy důlních vozíků. Do trámů byla posléze vyhloubena drážka a vozíky byly opatřeny kolíkem klouzajícím v drážce pro bezpečné vedení po trati, čímž vznikl jeden z předchůdců železnice. Název se ustálil již v době koněspřežného provozu, přenesl se však i na parní či jinou trakci a v dnešní době je spojen v první řadě s elektrickou trakcí s vrchním trolejovým vedením.
V minulosti se tramvaj (dráha, případně i vozidlo) nazývala pouliční nebo elektrická dráha, hovorově též elektrika (srov. električka v současné spisovné slovenštině). V brněnském hantecu se tramvaji říká šalina (zkomolením německého slovního spojení elektrische Linie [elektryše línye] nebo ze slova schallen = znít, ozývat se, rozléhat se v souvislosti s častým užíváním výstražného zvonku) nebo šmirgl, naproti tomu v Ostravě se užívají výrazy tramvajka a lokalka.

## Historie

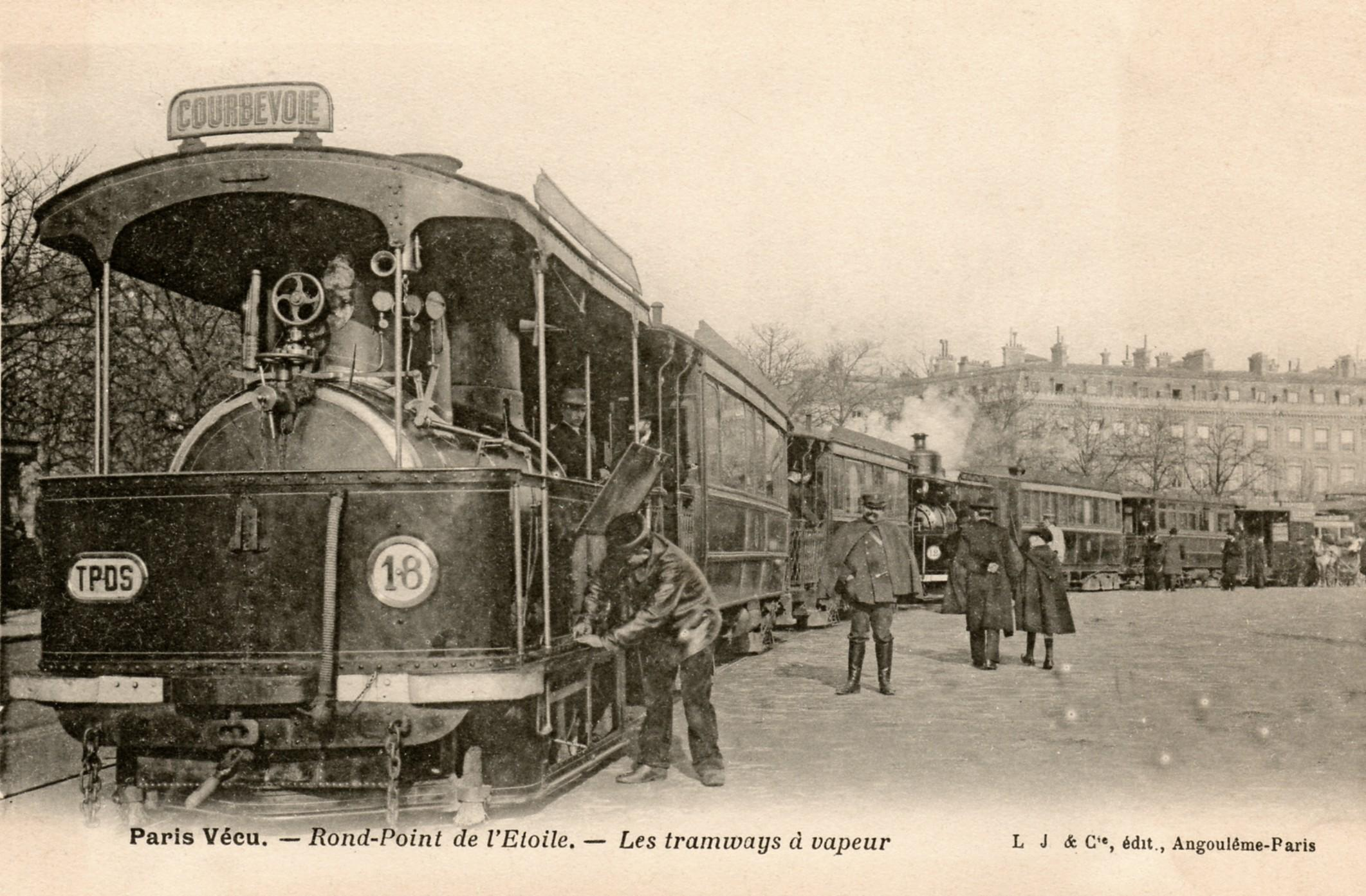
Parní tramvaj užívaná na lince z Paříže do Saint-Germain

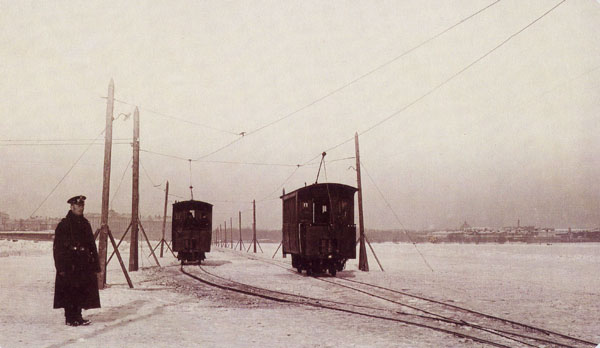
Karl Bulla: Tramvaj na zamrzlé řece Něvě

Vzdálenějšími předchůdci tramvají byly kolejové vozíky v dolech a továrnách, s dřevěnými nebo litinovými kolejemi s vodicím žlábkem. Velikost i rychlost vozíků omezovala rychlost člověka nebo tažných zvířat, velikost omezovaly i nedostatečné brzdy a slabé, křehké koleje. Tramvaji jako prostředku městské hromadné dopravy předcházely městské dostavníky (omnibusy) s koňským potahem a pravidelným jízdním řádem.
První linka koněspřežné tramvaje pro dopravu osob na kolejích vznikla z linky na dopravu kamene u Swansea (Wales) a zahájila provoz roku 1807. Další linky vznikaly ojediněle a byly považovány spíše za atrakci a technický výstřelek až do 30. let 19. století, kdy vzniklo několik železničních linek ve Spojených státech a na evropském kontinentě, včetně trati České Budějovice – Linec a Norimberk – Mnichov, ale skutečné městské tramvaje začaly vznikat s rozšiřováním měst až ve druhé polovině 19. století, zejména v USA (linka New York – Haarlem 1835, Baltimore, New Orleans) a v Evropě. Městské dráhy začínaly s koněspřežným provozem v době, kdy na dálkových (železničních) dráhách již byli koně víceméně vytlačeni parní trakcí. 
Konstrukce prvních tramvajových vozů vycházela z tehdejších železničních vagónů, ovšem ve zmenšené a odlehčené podobě, která umožňovala tažení koňmi a projíždění ostrými oblouky v městských ulicích. Koněspřežné tramvajové dráhy byly poměrně brzy nahrazeny tramvajemi s jiným pohonem, který se ale dosti dlouho hledal. Vedle parních tramvají se stavěly tramvaje poháněné stlačeným vzduchem, spalovacím motorem, tažené podzemním lanem a konečně s elektrickým pohonem. 
Elektrická tramvaj má řadu nesporných výhod, technický problém však představoval odběr elektrické energie z nadzemního trolejového vedení o vysokém napětí. Proto se koncem 19. a na počátku 20. století hledaly i jiné způsoby přívodu elektrické energie (akumulátorový, boční, spodní přívod z provozní kolejnice). Pokusy zejména se spodním přívodem elektrické energie, který by odstranil nevzhledná trolejová vedení, se stále vyskytují.

Velký rozmach elektrické tramvajové dopravy nastal od poslední třetiny 19. století až do první světové války, s technickým vývojem větších, úspornějších a spolehlivějších autobusů se téměř zastavil ve 30. letech. Američtí výrobci na to reagovali velkým projektem technického sjednocování, který by umožnil hromadnou výrobu a snížení cen. Tento systém PCC sice zásadně ovlivnil konstrukci tramvají až dodnes, nový rozkvět tramvajové dopravy nastal až ke konci 20. století. Příčinami je vedle technického pokroku tramvají čistší provoz bez znečišťování vzduchu, menší hluk i odpor proti zadrátovaným centrům hlavně historických evropských měst. Tramvaje se vracejí hlavně na periferie velkých měst, méně do jejich center.

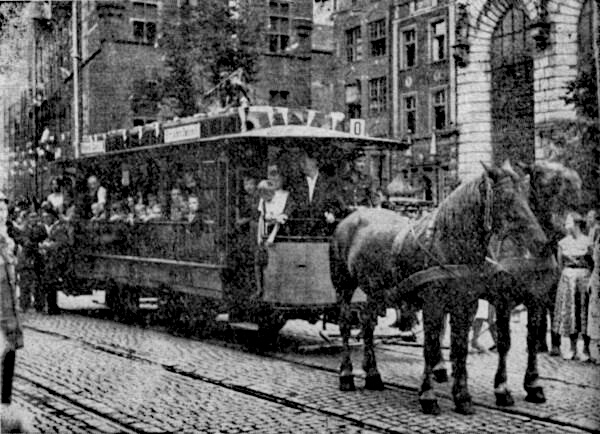
Koněspřežná tramvaj z konce 19. století v Gdaňsku

##### Rozchod kolejí
V mnoha městech, zejména menších, byl v období rozkvětu kolem roku 1900 pro tramvaje zvolen menší rozchod kolejí, typicky 1000 mm. Jak ale nároky na přepravní kapacitu rostly, stal se standardem normální rozchod 1435 mm, stejně jako na železnici. Téměř všechny tramvajové sítě s menším rozchodem v bohatších zemích světa byly v průběhu 20. století přestavěny na tento širší rozchod.

## Typy tramvají

### Kloubové tramvaje
Kloubové či článkové tramvaje jsou dvou nebo vícedílné tramvaje, jejichž výhodou je vyšší kapacita než u klasických jednodílných vozů, případně s vlečným vozem. Jednotlivé díly kloubové tramvaje jsou spojeny přechodovým spojem – kloubem a přechodovým měchem, který vytváří vnější plášť přechodového spoje mezi oběma díly. Moderní tramvajové vozy jsou zpravidla vícečlánkové, salón pro cestující je tak společný a průchozí po celé délce vozidla, čímž je docíleno vyšší přepravní kapacity soupravy i úspory personálu. Nevýhodou je nemožnost část soupravy v provozu odpojit a tím flexibilně reagovat na aktuální nižší potřebu přepravní kapacity.
Od 60. let 20. století vyráběla v Československu kloubové tramvaje ČKD Tatra, vůbec prvním typem byla Tatra K1 z roku 1964. K dalším typům z ČKD patří Tatra K2, Tatra K5, Tatra KT4, Tatra KT8D5, Tatra RT6N1, Tatra RT8D5, Tatra RT6S a Tatra KT8D5N. Od 90. let 20. století vyrábí v Česku kloubové tramvaje Škoda Transportation, Inekon Group, Pars nova a Aliance TW Team.

### Patrové tramvaje

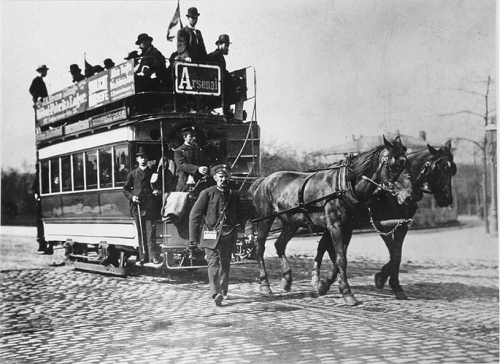
Dvoupodlažní vůz Drážďanské koňské dráhy (od roku 1872)

Již mezi lety 1904 a 1911 jezdila dvoupodlažní (patrová) tramvaj v japonské Osace. V první polovině 20. století byly dvoupodlažní tramvaje (vedle patrových autobusů, tzv. double-deckerů, které jsou symbolem města dosud) k vidění v Londýně, ale i v mnoha dalších britských městech. V minulosti jezdily i v Paříži a okolí (viz fotografie v článku Tramvajová doprava v Île-de-France); dosud (2023) jsou v provozu v Hongkongu. Dvoupodlažní, ovšem s patrem bez střechy, byla také drážďanská tramvaj tažená koňmi (1872).

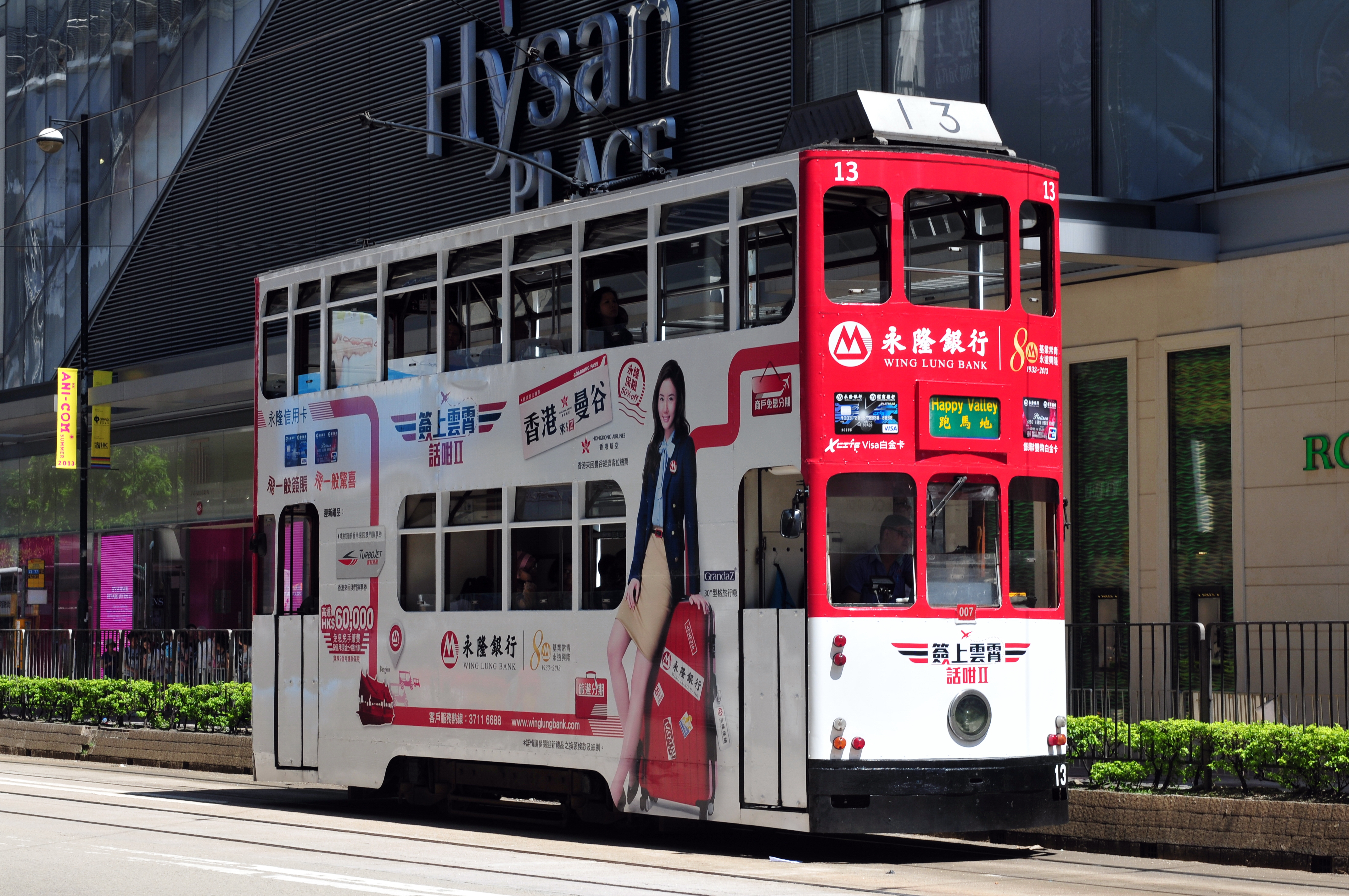
Dvoupodlažní tramvaj v Hongkongu (2013)

## Výroba tramvají na území České republiky

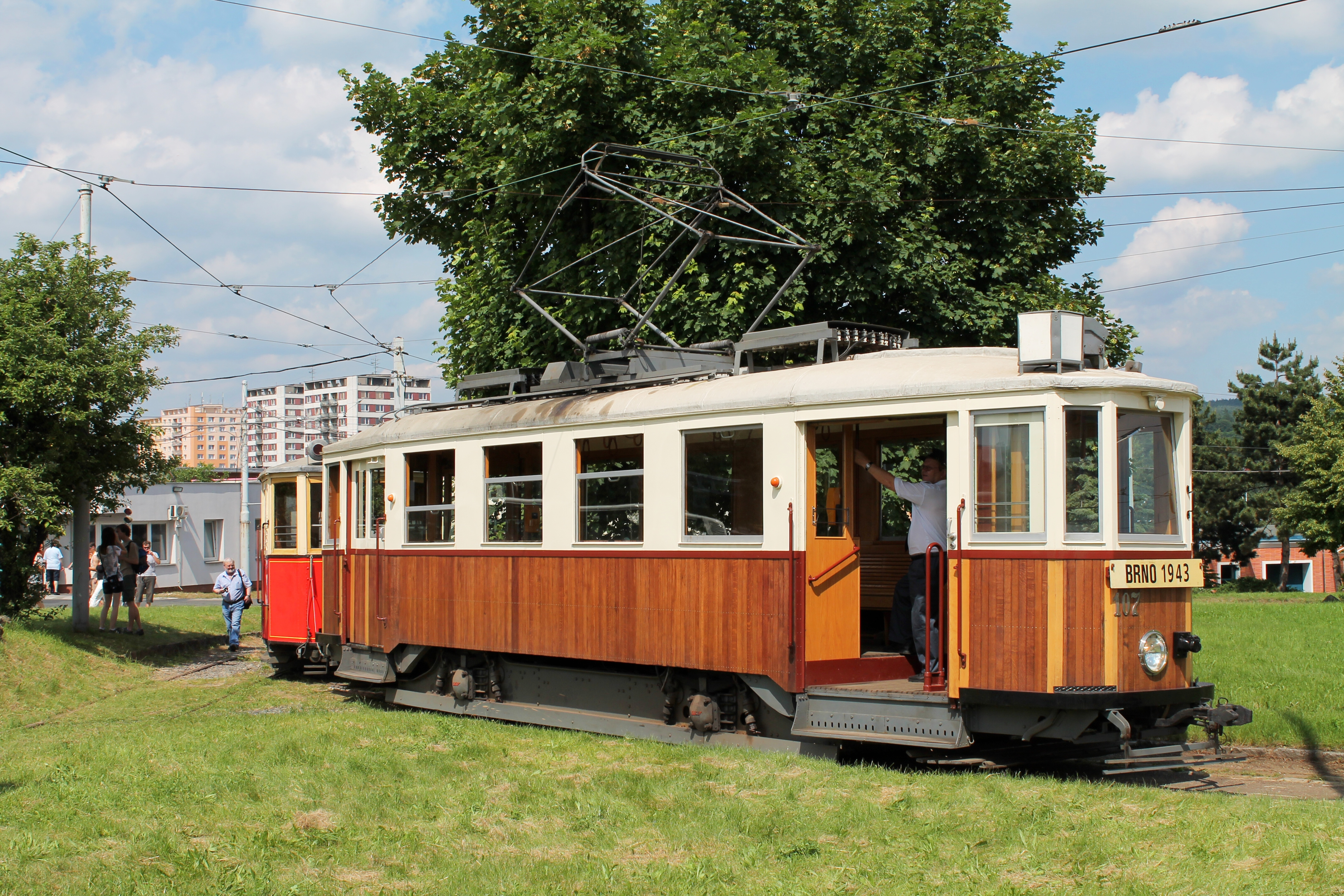
Brněnská tramvaj ze série 74–103, 114–149, 151–152, 400–405

První české tramvaje vyrobila továrna Františka Ringhoffera v roce 1876 pro pražskou koňku. Jednalo se o otevřené vlečné vozy, od druhé poloviny 90. let 19. století vyráběly Ringhofferovy závody i elektrické tramvaje – pražský vozový park byl v první polovině 20. století tvořen téměř výhradně vozy od Ringhoffera. K velkým výrobcům tramvají v první polovině 20. století patřila také Královopolská strojírna v Brně.
Po druhé světové válce byla Ringhofferova továrna znárodněna a přejmenována na Vagónku Tatra Smíchov, která byla později začleněna do podniku ČKD, která se zároveň na dlouhou dobu stala jediným výrobcem tramvají v ČR. V 90. letech 20. století začala vyrábět tramvaje také Škoda Dopravní technika (pozdější Škoda Transportation) a Inekon Trams. Na začátku 21. století se k těmto výrobcům přidala aliance TW Team (KOS Krnov, Pragoimex, VKV Praha), především modernizace tramvají pak byly prováděny ve firmě Pars nova.

### Modely tramvají vyráběné uskupením Aliance TW Team

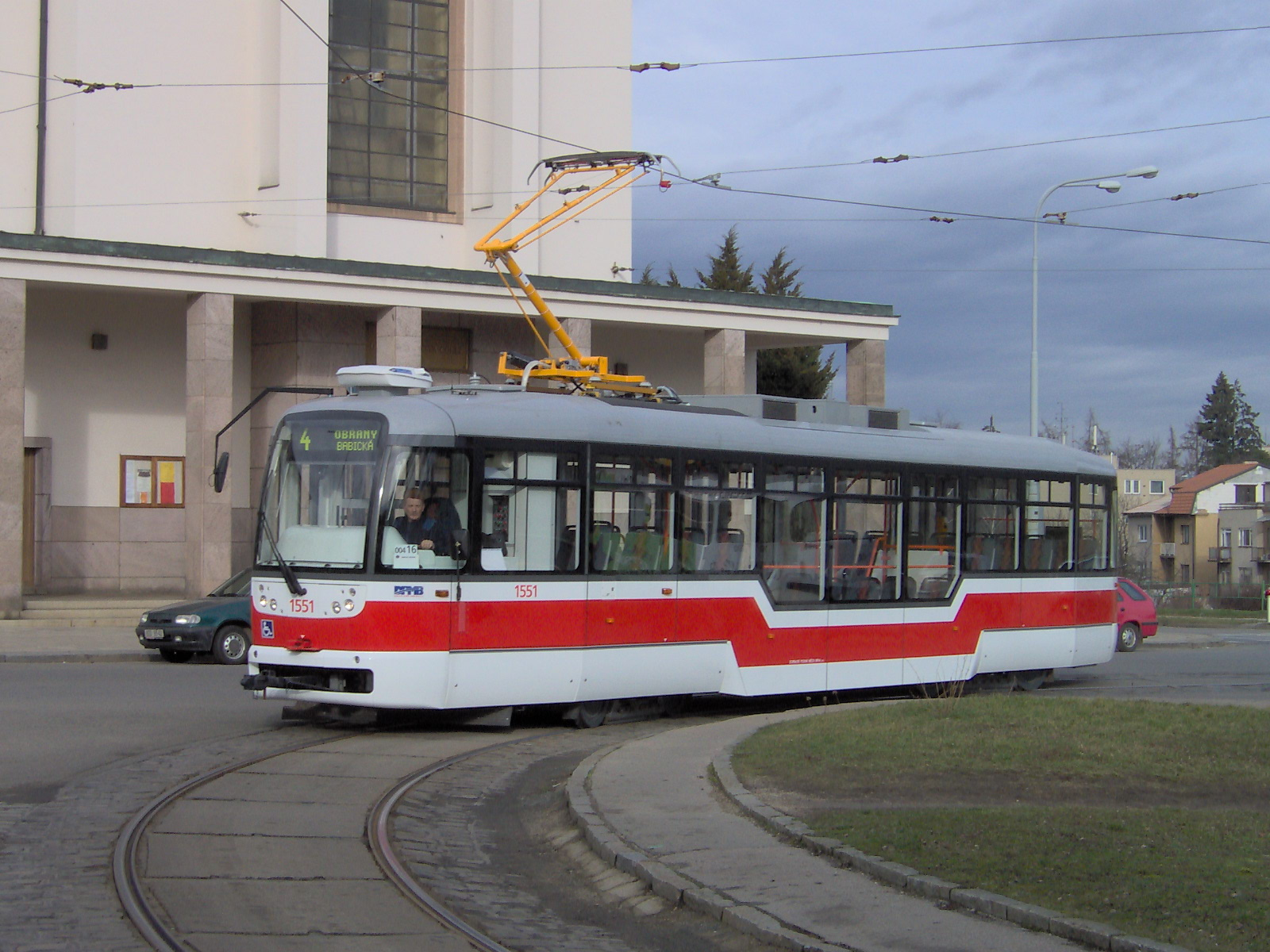
VarioLF v Brně

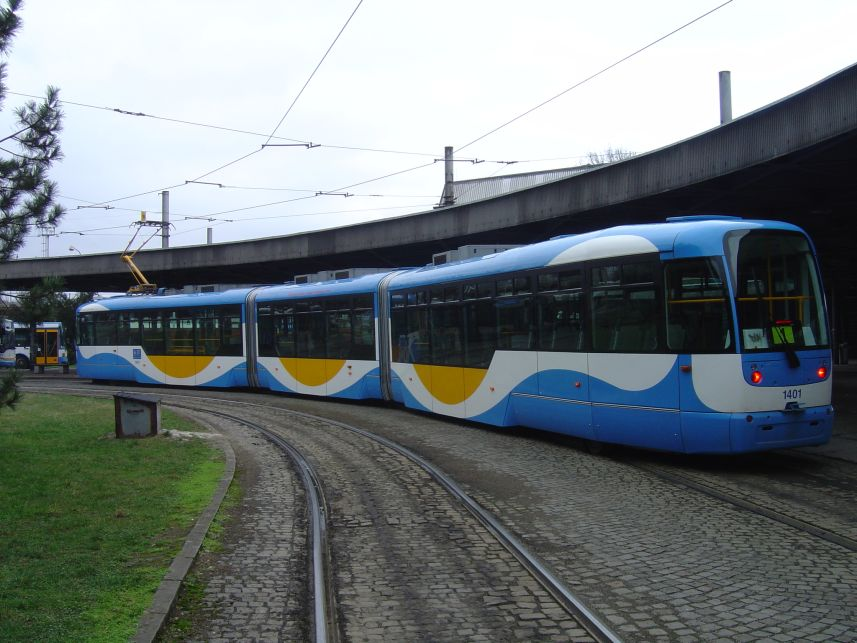
Ostravský vůz VarioLF3

| Typ                 | Roky výroby | Počet vyrobených vozů | Dodávky                                                                 |
| ------------------- | ----------- | --------------------- | ----------------------------------------------------------------------- |
| Tatra T3R.EV        | 2002–2004   | 5 kusů                | Brno, Ostrava                                                           |
| Tatra T3R.PV        | 2003–2008   | 83 kusů               | Brno, Liberec, Plzeň, Praha, Osijek, Volgograd, Bratislava              |
| VV60LF (vlečný vůz) | 2003–2006   | 6 kusů                | Brno, Ostrava                                                           |
| Tatra T3R.PLF       | od 2004     | 81 kusů               | Liberec, Plzeň, Praha                                                   |
| Tatra T3R.SLF       | od 2008     | 13 kusů               | Liberec, Plzeň                                                          |
| VarioLF             | 2004–2020   | 166 kusů              | Brno, Olomouc, Ostrava, Plzeň, Moskva, Most – Litvínov, Košice, Taškent |
| VarioLF plus        | 2010–2017   | 8 kusů                | Most, Plzeň                                                             |
| VarioLF plus/o      | 2013        | 14 kusů               | Olomouc                                                                 |
| VarioLF2            | 2007–2018   | 35 kusů               | Brno, Ostrava                                                           |
| VarioLF2 plus       | 2009–2017   | 47 kusů               | Ostrava, Košice                                                         |
| VarioLF2/2 IN       | 2013–2014   | 4 kusy                | Plzeň                                                                   |
| VarioLF3            | 2006–2007   | 2 kusy                | Ostrava                                                                 |
| VarioLF3/2          | 2008–2010   | 3 kusy                | Ostrava                                                                 |
| EVO1                | od 2015     | 10 kusů               | Most – Litvínov, Olomouc, Daugavpils                                    |
| EVO1/o              | od 2018     | 4 kusy                | Olomouc                                                                 |
| EVO2                | od 2012     | 51 kusů               | Brno, Liberec, Most – Litvínov, Plzeň                                   |

## Výhody a nevýhody tramvajové dopravy

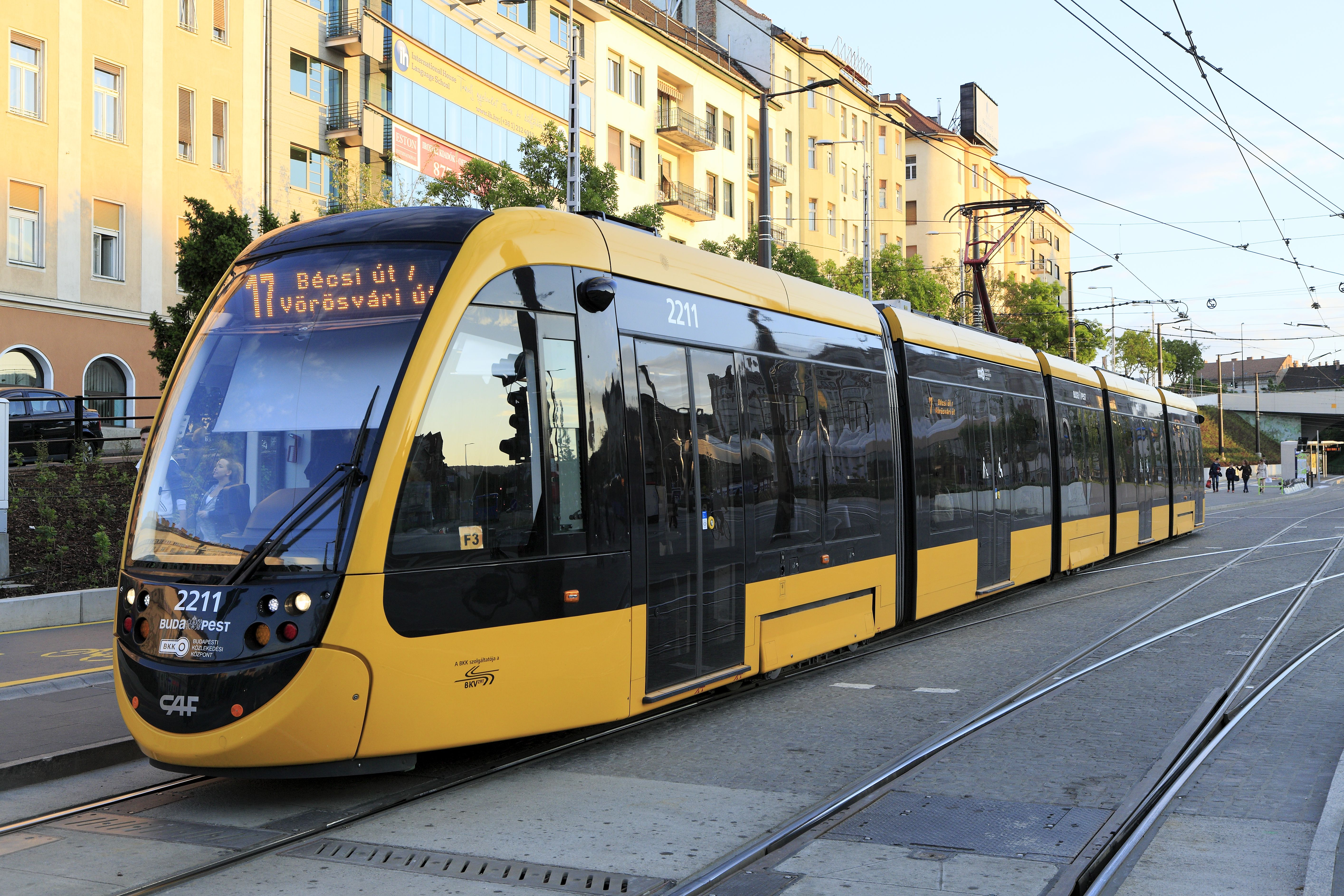
Španělská tramvaj CAF Urbos 3 v Budapešti

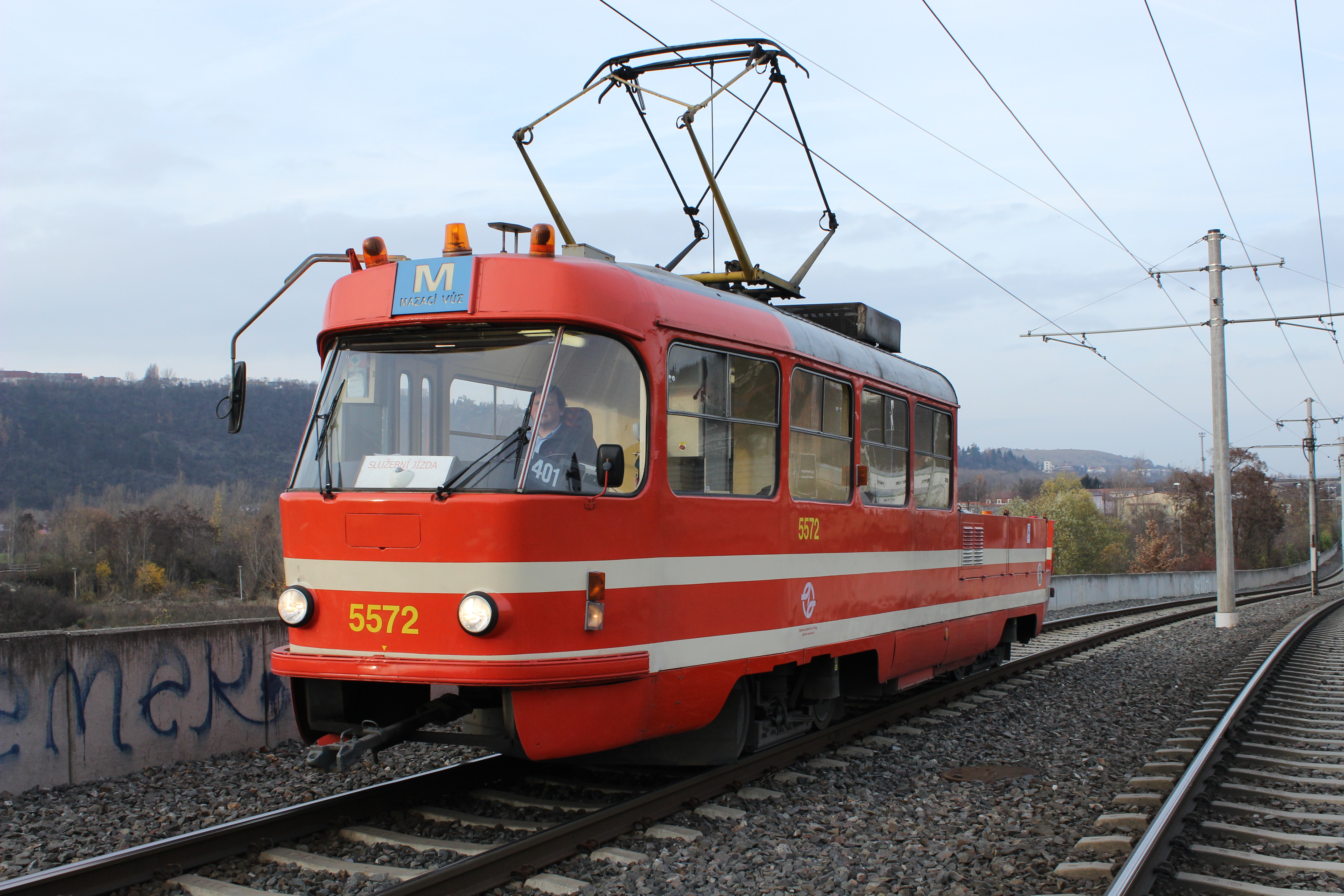
Speciálně upravený pražský pracovní vůz – mazací tramvaj

### Výhody
- větší přepravní kapacita oproti autobusu (i metrobusu), případně trolejbusu
- tramvajová trať může být vedena jak po běžné uliční vozovce, tak i na samostatném tělese podle potřeby a to i současně, může sloužit i jako meziměstský prostředek vnější dopravy u městských konurbací (Liberec – Jablonec, Most – Litvínov, Bratislava – Vídeň)[8]
- městská tramvaj si zachovává relativně vysokou průchodnost hustou zástavbou, byť nižší ve srovnání s autobusy[8]
- pokud je tramvaj provozována na samostatném nebo odděleném tělese, je méně závislá na okolní dopravní situaci (nezdržují ji auta)[8]
- tramvaj je vhodná pro rychlodrážní provoz (rychlá tramvaj) a podzemní provoz (podpovrchová tramvaj)[8]
- je možný současný provoz městské, rychlé a podpovrchové tramvaje v rámci jedné sítě
- tramvaj lze nejsnáze preferovat v rámci podpory hromadné dopravy (například v signálních plánech světelné signalizace)
- nižší vnitřní hlučnost přepravy[8]
- s nezávislým pohonem jednotlivých lze snáze vyřešit požadavek na nízkou podlahu po celé délce vozidla, takže tramvaj je přátelštější k tělesně postiženým osobám[8]
- kolejová doprava má menší valivý odpor
- oproti pohonu spalovacím motorem nižší znečištění emisemi spalování v místě provozu
- větší energetická účinnost (i v případě, že se celá energie vyrobí spálením fosilních paliv, energetická účinnost systému palivo-elektrárna-dálkové vedení-měnírna-trolejové vedení-elektromotor je větší než energetická účinnost systému palivo-spalovací motor autobusu)[9]
- pokud vozové jednotky stojí, například na zastávkách a na křižovatkách, nevznikají prakticky žádné energetické ztráty[8]
- úspora energie při brzdění vozidel, kdy se část pohybové energie mění v elektrickou a vrací do napájecí sítě (rekuperace)[8]
- elektromagnetické brzdy šetří mechanické brzdy, čímž se snižují provozní náklady, jsou účinnější ve sněhu a náledí[8]
- vyšší spolehlivost v zimním období za sněhu a náledí v porovnání s méně spolehlivým autobusem[8]
- jednodušší řízení (řidič netočí volantem, neparkuje, nepředjíždí atd.) klade menší nároky na řidiče, díky odděleným kabinám pro řidiče jsou méně obtěžováni cestujícími, je možná klimatizace apod.[8]
- bezpečnější prostředek dopravy v prostředí pěší dopravy v porovnání s autobusovou dopravou díky ochranným prostředkům, znemožňujícím pád osob pod vozidlo[8]
- vyšší bezpečnost cestujících uvnitř tramvaje díky její masivní konstrukci i směrovému vedení na kolejnicích (což ale naopak může ohrozit bezpečnost ostatních účastníků provozu na pozemních komunikacích, neboť řidič tramvaje se nemůže vyhnout)[8]
- nižší provozní náklady v přepočtu na jednoho cestujícího (bez započtení investičních nákladů)[8]
- možnost kombinace s provozem po železnici (tram-train)
- větší pohodlí ve srovnání s autobusem i trolejbusem[8]
- prokázaný pozitivní vliv na počet cestujících – kdykoli se tramvaje zrušily, cestujících ubylo, když se obnovily, pasažérů přibylo (například po jejich zrušení ve Štrasburku většina lidí začala jezdit auty, po jejich obnovení se do tří let počet cestujících v MHD zvedl o 43%)[10]
- lepší viditelnost: díky kolejím a troleji si lidé snadněji všimnou tramvaje než autobusu
- nižší náklady na samotný provoz vozidel [zdroj?]
- vlídnost k chodcům: na pěších zónách se dá díky kolejím předpovědět trasa vozidla (na rozdíl od autobusu)
- rozšiřování zeleně ve městech – pokud trať vede mimo vozovku, lze ji zatravnit. Zeleň pak působí přátelsky a esteticky.

### Nevýhody
- špatná manévrovatelnost, omezená kolejemi a delší brzdnou dráhou; tramvaj nemůže objet vadný vlak nebo jinou překážku, omezená možnost odklonů a objížděk, vyšší riziko střetů s vozidly, chodci a překážkami
- větší hmotnost a setrvačnost působí delší brzdné dráhy (a to i při použití magnetické brzdy)
- velmi malá rychlost na tramvajových křižovatkách a v ostrých zatáčkách, autobusy, trolejbusy a auta je dokážou projet rychleji
- riziko smyku a skluzu dané kontaktem kov na kov mezi kolem a kolejnicí
- větší hlučnost, zejména v obloucích
- větší ohrožování staveb vibracemi
- citlivost na nedostatečnou údržbu a provozní prostředky. I na špatném asfaltovém povrchu lze jezdit vyšší rychlostí, kdežto neudržované koleje nedovolí jet plnou rychlostí. Například některé tramvajové tratě v Rusku jsou ve špatném stavu a maximální rychlost je zde jen asi 20 až 30 km za hodinu[11] (při kvalitní údržbě se maximální rychlost pohybuje od 50 km/h nahoru), což je argument pro likvidaci tramvajových systémů. Platí tedy: nedostatek financí na provoz→špatná údržba→nižší rychlost a zastaralá vozidla→úbytek cestujících a jejich přesun do aut→likvidace tramvajové sítě.
- závislá trakce – zastavení provozu při výpadku napájení
- zadrátování veřejného prostoru, zohyzdění výhledu na stavby a městská panoramata, ztížení průjezdu vysokých silničních vozidel a riziko poškození trolejového vedení
- nerentabilnost tramvaje pro přepravu nízkých přepravních proudů[8]
- nízká provozní a prostorová flexibilita tramvajové dopravy, závislost na tramvajovém tělese[8]
- tramvaj s jednosměrnými vozy vyžaduje rozsáhlá smyčková obratiště, kdežto obousměrnost vozů výrazně komplikuje využití vnitřního prostoru tramvaje, snižuje se počet míst pro sezení
- nízká stoupavost tramvajové dopravy (zhruba do 7%)[8]
- česká koncepce tramvajového tělesa uprostřed vozovky vyžaduje, aby cestující na zastávku přecházeli (tramvaj nezastavuje na hraně chodníku)
- vysoké nárazové náklady na pořízení tramvajové dopravy ve městě (nezbytnost výstavby kolejí a trolejové sítě, měníren, dep apod.) způsobují, že se tramvajová doprava rozvíjí spíše tam, kde již je, než na nových místech[8]
- tramvajová doprava neumožňuje nebo komplikuje současné působení většího počtu dopravců[8]